# اختطاف هلن (لوحة)
اِخْتِطَافُ هَلَنْ (بالإنجليزية: The Abduction of Helen)‏ هي لوحة تُصور موضوعًا أسطوريًّا ترجع إلى عصر النهضة الإيطالية للفنان جيرولمو جينغا [الإنجليزية]. في عام 1898 ابتاع اللوحة المؤرخ فلهلم فون بوده، وهي الآن في متحف الفنون الجميلة [الإنجليزية] في ستراسبورغ، فرنسا. وهي تحت رقم 490. يدور موضوع اللوحة حول هَلَنْ الطروادية ومختطفها باريس من إلياذة هوميروس.